# Cserénfa, Somogy
Cserénfa  este un sat în districtul Kaposvár, județul Somogy, Ungaria, având o populație de 219 locuitori (2011). 

## Demografie
Componența etnică a satului Cserénfa
     Maghiari (98,49%)
     Romi (1,51%)
Componența confesională a satului Cserénfa
     Romano-catolici (75,8%)
     Fără religie (10,5%)
     Necunoscută (13,7%)
Conform recensământului din 2011, satul Cserénfa avea 219 locuitori. Din punct de vedere etnic, majoritatea locuitorilor (98,49%) erau maghiari, cu o minoritate de romi (1,51%).  Din punct de vedere confesional, majoritatea locuitorilor (75,8%) erau romano-catolici, cu o minoritate de persoane fără religie (10,5%). Pentru 13,7% din locuitori nu este cunoscută apartenența confesională.